# Machacón
Machacón – gmina w Hiszpanii, w prowincji Salamanka, w Kastylii i León, o powierzchni 18,69 km². W 2011 roku gmina liczyła 461 mieszkańców.